# S/2003 J 9
S/2003 J 9 es una satélite retrógrado irregular de Júpiter. Fue descubierto por un equipo de astrónomos de la Universidad de Hawái dirigidos por Scott S. Sheppard, en el año 2003.
S/2003 J 9 tiene alrededor de 1 kilómetro de diámetro, y órbita a Júpiter a una distancia media de 23,858 millones de km en 752.839 días, a una inclinación de 165° a la eclíptica (165° al ecuador de Júpiter), en una dirección retrógrada y con una excentricidad de 0,276. 
Pertenece al grupo de Carmé, compuesto de los satélites irregulares retrógrados de Júpiter en órbitas entre los 23 y 24 millones de km y en una inclinación de alrededor de 165°.